# Formigueret ornat
El formigueret ornat (Epinecrophylla ornata) és una espècie d'ocell sud-americana de la família Thamnophilidae. Se li pot trobar a Perú, Colòmbia, l'Equador, Bolívia i el Brasil.

## Taxonomia
La població del centre del Brasil ha estat considerada per alguns autors una espècie diferent:
- Epinecrophylla hoffmannsi (Hellmayr, 1906) - formigueret de Hoffmann.[3]